# Васищівське газоконденсатне родовище
Васищівське газоконденсатне родовище — дрібне родовище у Харківській області України, за півтора десятки кілометрів від південно-східної околиці Харкова. Відноситься до Північного борту нафтогазоносного району Східного нафтогазоносного регіону України.

## Опис
Васищівську структуру виділили за результатами сейсморозвідки у 1981 році. Родовище відкрили в 2004-му завдяки спорудженню свердловини № 1. В подальшому його розміри уточнили за допомогою свердловин № 3 та № 5 (остання пробурена в 2015-му до глибини у 3380 метрів).
Запаси вуглеводнів відкрито у відкладеннях башкирського ярусу (середній карбон), серпуховського та візейського ярусів (нижній карбон). Перші два з них мають тут пористість на рівні 9 % та 18 % відповідно. Існують плани спорудження до трьох розвідувальнихї свердловин для перевірки припущень щодо наявності вуглеводнів розташованому на схід введенському блоці.
В 2019-му оголосили про переоцінку запасів родовища, які визначили на рівні 427 млн м3 газу та 42 тисячі тон конденсату (категорія 2Р).
Дозвіл на розробку виданий у 2012 році ТОВ «Пром-Енерго Продукт», яке через британську Regal Petroleum належить до групи Smart Energy. Розробку почали у 2013-му з використанням споруджених у період розвідки свердловин, а у 2018-му додали до них свердловину № 10. Видобуті вуглеводні надходять до тимчасової дослідно-промислової установки підготовки газу, після якої підготована продукція подається по перемичці діаметром 219 мм до газопроводу Шебелинка – Харків.
У 2020 році на родовищі ввели в дію компресорну станцію.